# Islanda ai Giochi della XXIV Olimpiade
L'Islanda partecipò ai Giochi della XXIV Olimpiade, svoltisi a Seul, Corea del Sud, dal 17 settembre al 2 ottobre 1988, con una delegazione di 32 atleti impegnati in cinque discipline.